# Чедомир Васић
Чедомир Васић (Београд, 21. април 1948) српски је мултимедијални уметник. професор eмеритус Универзитета уметности у Београду, Факултет ликовних уметности у Београду, у пензији на предмету Методе уметничко истраживачког рада 1 и Методе уметничко истраживачког рада 2 на докторским академским студијама. Припада групи уметника који јако добро осећају дух времена и у који вешто уклапају свој ерудитски потенцијал.

## Живот и каријера
Рођен је у Београду 21. априла 1948. године. Дипломирао је 1971. године, а 1973. магистрирао на сликарском одсеку Академије ликовних уметности Универзитета у Београду у класи проф. Ђорђа Бошана. Између 1975. и 1976. као Фулбрајтов стипендиста школовао се на Калифорнијском универзитету у Санта Барбари и Лос Анђелесу, где је студирао видео у класи проф. Мицура Катаока и компјутерску уметност у класи проф. Џона Витнија.
Био је професор сликарства и цртања на Факултету ликовних уметности у Београду од 1975. до 2013. године. Предавао је и ликовну уметност на Факултету драмских уметности у Београду. Један је од оснивача Интердисциплинарних студија на Универзитету уметности у Београду, где је био професор и ректор од 2004. до 2009. године.
Од 1972. члан је Удружења ликовних уметника Србије, а од 1993. члан Српског хералдичког друштва.

## Дело
Са излагањем својих уметничких дела Васић је почео да се бави од 1969. године. Од тада до данас излагао је на многим изложбама у Србији и иностранству.
Године 1976. почиње да се бави видеом као изражајним средством (траке, инсталације, амбијенти).
Аутор више истраживачких пројеката из униформологије и историјске фотографије.
Године 1983. почиње да слика мурале у Београду.
Од 1973. године објављује стручне и теоријске радове из области ликовне уметности.
Према мишљењу Гордане Добрић...концепт мултимедијалног израза  Чедомир Васић је изградио на коришћењу цитата из уметничке прошлости и сталном истраживању нових медија и технологија рада. Имајући у виду чињеницу да је аутор сликарство завршио на београдској Академији ликовних уметности и да се у уметнички живот на домаћој сцени укључио почетком седамдесетих година прошлог века, када се статус штафелајног сликарства коренито мења, његов боравак на Калифорнијском универзитету, који је постигао као Фулбрајтов стипендиста, пресудно је утицао на његов даљи рад и функционисање у неколико референтних система савремених визуелних уметничких пракси, од којих сликарство остаје доминантна дисциплина. Иако генерацијски припада уметницима који су се формирали и афирмисали пре постмодернизма, целокупна концепција и пракса овог свестраног уметника, која се заснива на тумачењу и реинтерпретацији шаблона из историје уметности, идеје номадизма у уметности, процесност рада и интерактивност уметничког дела, указују на суштинску припадност духу постмодерне. Било да се тумачење познатих тема и дела из историје уметности односи на међусликарско искуство или има карактер средњег превођења традиционалних форми у медиј фотографије, видеа, инсталације, амбијента, штампе, мурала, Наведено потврђује концепт рада са ликовним предлошцима, процесност поступка, серијска заступљеност мотива, жанровска разноврсност тема које се мењају у циклусима, од једне стваралачке фазе до друге.

## Изложбе

### Самосталне изложбе
- 1973. - Слике, Галерија Дома омладине, Београд, 9. март - 2. април
- 1977 - Америчка трака, (видео радови) Галерија Студентски Културног центра, Београд, 13.01
- 1977. - Пројекти, Омладинска трибина Ликовни салон, Нови Сад, 14-23. новембра
- 1981 - Синтетички пејзажи, (слике, цртежи, документација), Галерија Културног центра Београда, Београд, 9.- 22. новембра
- 1984. - Слике, Галерија Дома културе Радничког универзитета, Нови Сад, 2-18. фебруара
- 1987. - Слике, Галерија Коларчевог Народног универзитета, Београд, 26. мај - 8. мај. јуна
- 1987. - Слике, Музеј у Смедереву, Смедерево, септембар
- 1988 - Слике (са Бошком Карановићем), Единбуршки колеџ уметности, Единбург, 16.-26. фебруара
- 1991. - Омађо а Наполи (цртежи), Центро студии '70, Напуљ, 27. децембар
- 1992 - Сотто ил Вулцано, (слике, инсталација) Ассоциазионе цултурале АцомеАрте Напуљ, 4. фебруар - 2. март
- 1992. - Клијина башта (просторне слике), Галерија УЛУС-а, Београд, 5.-20. новембра
- 1993 - Градината на Клио (просторне слике), Музеј града Скопља, Скопље, 20.-29. септембар
- 1994 - 24 часа Катедрале Руан (24 хеурес де ла Цатхедрале де Роуен) (компјутерска инсталација), Народни музеј, Београд, 16-30. августа
- 1994 - Гиардино ди Цлио (амбијентална инсталација), Ассоциазионе цултурале Мурат, Напуљ, 28. септембар - 16. октобар
- 1995 - Серија из класичне антике (слике, цртежи, инсталације, средине) Градска галерија, Ужице, 2.-19. марта
- 1996. - Предавање "Проширени медији" - др Чеда Васић (представа), Студентски културни центар, Београд, 12.06
- 1997. - Пут у Оз (амбијентална поставка), Савремена галерија, Панчево, 25-2. децембар
- 2004 – Интроспектива (цртежи), Галерија ГАОС, Београд, 6.-30. април
- 2004 – Узбуна (амбијентална поставка), Уметничка галерија „Надежда Петровић“, Чачак, 20.05.-25.06.
- 2004 – Расплет (амбијентална изложба), Уметничка галерија, Народни музеј, Крушевац, 25.06.-25.07.
- 2004 – „Тко би гори, ето е доли, а тко доли...“ (графика), Центар за графику и визуелна истраживања ФЛУ уметности, Београд, 14-30. децембар
- 2007 – Пост сцриптум (лентикуларне слике), Уметничка галерија Културног центра Београда, Београд, 15. новембар - 3. децембар
- 2022 – „Де-кон(с)тракције", Галерија Б2 Београд[2]

### Групне изложбе
У Васићеве значајније групне изложбе спадају:
1998.
- 20. Меморијал Надежде Петровић (селектор Јован Деспотовић), Уметничка галерија "Надежда Петровић", Чачак
- Куадрифолиум пратенсе - Четворолист (избор Милета Продановић), Музеј 25. мај, Београд

1999.
- 48. Бијенале у Венецији, Сала Оресте, Падиглионе централе, Венеција, (Италија)
- Графика и мултимедија (аутор Љиљана Слијепчевић), Салон Музеја савремене уметности, Београд
- Видео уметност у Србији, Битеф театар, Београд

2000
- 33. Зимски салон Херцегно, Галерија Јосип-Бепо Бенковић, Херцег-Нови
- Конструкцја в процесие, Музеум окрегове, Бидгосзцз /Бидгошћ/, (Пољска)
- Доссиер Сербиен, Академие дер Кунсте, (концепција и избор Ирина Суботић), Берлин (Немачка);

2001.
- Доссиер Сербиен, Академие дер Билденден Кунсте, Виен / Беч (Аустрија)
- Видеоархеологија - археологија жеље, 3. међународни фестивал за видео и дигиталну уметност, Софија (Бугарска)
- Ремонт - Приказ 7 (Бајић, Драгојловић, Продановић, Васић), Галерија Ремонт, Београд
- Службено одело у Србији у 19. и 20. веку, Галерија САНУ, Београд

2002.
- 10. Бијенале визуелних уметности (избор Светлане Младенов и Стевана Вуковића), Галерија савремене уметности (Црвени магацин), Панчево
- ИУ видео арт (избор Аница Вучетић), Институто Цубано дел Арте е Индустриа цинематографицос, Фундацион Лудвиг де Цуба, Хавана (Куба)
- Матрице 2002 - 2. Међународна изложба електрографске уметности мале форме, Будимпешта (Мађарска)

2003.
- Поново откријте - Међународни Кунстлер Гремиум, Музеј историје Југославије, (Музеј "25. мај"), Београд
- Један век графике, Нове појаве у графици осамдесетих и деведесетих (концепција Љиљане Слијепчевић), Галерија САНУ, Београд

2004.
- Четврто бијенале савременог пејзажа, Пејзаж 2004, Ликовна колонија Галерија Дунав, Нови Сад,
- Први српски устанак и обнова српске државе, ИМС, Галерија САНУ, Београд,

2005.
- 10 година ХАОС-а, Уметнички павиљон „Цвијета Зузорић“, Београд,
- Честитке - персонализација и визуелизација жеља, Уметничка галерија, Крушевац

2006.
- Здрави смо и желимо вам исто, Уметничка галерија, Народни музеј, Крушевац,

2007.
- Пејзажи Београда у 20. веку, Музеј града Београда, Конак кнегиње Љубице, Београд,
- Ин ситу (поставка изложбе), Музеј заборављене уметности (Мануал Цо.), Нови Сад
- БАЛКАНАРТ 07, Галерија Војвођанске банке, Нови Сад

## Награде и признања
- 1976. - Диплома КСИ Ек-темпоре, Општинска галерија, Пиран
- 1982 - Награда за сликарство, Мајски салон ликовних уметника Палилуле, Галерија НУБС, Београд
- 1985 - Награда за сликарство, Мајски салон ликовних уметника Палилуле, Галерија НУБС, Београд
- 1988 - - Међународно уметничко такмичење - Њујорк 1988, Сертификат изврсности за изузетна достигнућа у сликарству, Њујорк
- 1998. - Спомен-награда Надежда Петровић, Чачак
- 1998. - Награда публике на 20. Меморијалу Надежде Петровић, Чачак
- 1998. - Награда на 6. изложби Београда - бело-визија, Удружење Београђана ”6. април“, Централни клуб Војске Југославије, Београд
- 2004 – Награда 4. Бијенала савременог пејзажа, Пејзаж 2004, Златна около, Бел Арт, Нови Сад, октобар
- Орден француског Министарства културе за уметност и књижевност у рангу витеза (фр. Chevalier dans l'ordre des Arts et des Lettres).
- Награда „Сава Шумановић”[7]